# Stigmacros occidentalis
Stigmacros occidentalis är en myrart som först beskrevs av W. C. Crawley 1922.  Stigmacros occidentalis ingår i släktet Stigmacros och familjen myror. Inga underarter finns listade i Catalogue of Life.